# Füzesgyarmat
Füzesgyarmat là một thành phố thuộc hạt Békés, Hungary. Thành phố này có diện tích 127,34 km², dân số năm 2010 là 5804 người, mật độ 46 người/km².